# Onthophagus heteroclitus
Onthophagus heteroclitus là một loài bọ cánh cứng trong họ Bọ hung (Scarabaeidae).